# Бежаново (област Добрич)
Вижте пояснителната страница за други значения на Бежаново.
Бежа̀ново е село в Североизточна България, община Генерал Тошево, област Добрич.

## География
Село Бежаново се намира в Южна Добруджа, на около 48 km изток-североизточно от областния център град Добрич, 29 km източно от общинския център град Генерал-Тошево и 32 km северно от град Каварна. На около 3 km на север от него отстои границата с Румъния, а на около 14 km на изток – брегът на Черно море при село Дуранкулак. Разположено е в Източната Дунавска равнина, в източната част на Добруджанското плато. Южно от селото минава суходол, идващ от югозапад през селата Великово, Сираково, Сърнино и Александър Стамболийски, именуван на север от Бежаново Малък Качамак, който преминава и на румънска територия. Надморската височина в центъра е около 82 m. Климатът е умерено континентален, с черноморско климатично влияние.
През село Бежаново минава третокласният републикански път III-2904, водещ на изток през селата Захари Стояново и Стаевци до село Дуранкулак, а на запад – през селата Спасово, Рогозина и Чернооково до село Кардам и връзка в него с второкласния републикански път II-29, който води на север към границата с Румъния и ГКПП Кардам, а на юг през град Генерал Тошево към град Варна.
Землището на село Бежаново граничи с Румъния на север и със землищата на: село Граничар на изток; село Захари Стояново на изток; село Черноморци на югоизток; село Александър Стамболийски на юг; село Спасово на запад; село Вичово на северозапад.
Характерно за масивите от земеделски поземлени имоти в землището на селото е наличието на полезащитни горски пояси с ширина от 10 – 12 m до около 30 m по границите на повечето от тях.
Числеността на населението на село Бежаново по данните от преброяванията от 1934 г. насам се променя както следва:
| \| Година на преброяване \| Численост \| \| --------------------- \| --------- \| \| 1934 \| 483 \| \| 1946 \| 496 \| \| 1956 \| 818 \| \| 1965 \| 985 \| \| 1975 \| 613 \| \| 1985 \| 221 \| \| 1992 \| 175 \| \| 2001 \| 135 \| \| 2011 \| 60 \| \| 2021 \| 43 \| |           |
| Година на преброяване | Численост |
| 1934 | 483       |
| 1946 | 496       |
| 1956 | 818       |
| 1965 | 985       |
| 1975 | 613       |
| 1985 | 221       |
| 1992 | 175       |
| 2001 | 135       |
| 2011 | 60        |
| 2021 | 43        |

Етническият състав на населението по численост и дял на етническите групи според преброяването през 2011 г. е:
| Етнически групи     | Численост | Дял (в %) |
| Общо                | 60        | 100       |
| Българи             | 39        | 65        |
| Турци               | ...       | ...       |
| Цигани              | 18        | 30        |
| Други               | ...       | ...       |
| Не се самоопределят | ...       | ...       |
| Неотговорили        | 0         | 0         |

В Бежаново основен поминък на населението са земеделието и животновъдството.

## История
За първи път селото се споменава в писмен документ в 1526 или 1527 г. – като село Качамак, наричано и Голям Качамак, в списък на засетите с лен феодални владения на спахии. Селото се споменава и в турски данъчен регистър-опис на джелепкешаните от 1573 г. – с името Качамак-и Бюзюрг. Посочени са двама овчари, които дължат 70 овце данък на държавата. През 17 век селото се среща с името Качамак-и кебир, а през 1873 г. е записано Горни-Качамак, спадащо към кааза Мангалийска (в сегашната Румъния).
След Освобождението селото е в България от 1878 г. до 1913 г. и от 1940 г. През 1906 г. село Голям Качамак (или Качамак – Големи) е преименувано на Бежаново. Новото име отчасти е свързано със старото – от думата „качамак“ е взета първата част „кач“, която е преведена като „да избягам, бягай“ (((Tr))Kaçmak) или „беж“, основа на името Бежаново. По силата на Букурещкия договор от 1913 г. (чиито условия България отказва да приеме за окончателни) селото остава в румънска територия. Върнато е на България по Крайовската спогодба от 1940 г.
През периода от 1913 г. до 1940 г., когато Южна Добруджа е в Кралство Румъния, името Бежаново на селото в променено от румънските власти на Беженари, което на български се превежда като „бежанец“ или „беглец“. След 1940 г. селото възстановява българското си име Бежаново.

## Обществени институции
Изпълнителната власт в село Бежаново към 2024 г. се упражнява от кметски наместник.

## Забележителности
На север от селото се намира защитената местност „Бежаново“.
Защитената местност представлява 121,7 ha горска площ, която е разположена на около 60 – 70 m надморска височина. За територията са характерни изкуствено създадени насаждения. От дървесните видове преобладават дъб и липа. От храстовите най-често се срещат глог, шипка, дрян, смрадлика, черен бъз, птиче грозде (лигуструм), аморфа и други. От тревните – житни треви, ягода, къпина, лепка, жълт кантарион и други. Представители на бозайниците са благородният елен, сърната, дивата свиня, заекът, лисицата, дивата котка, язовецът, белката и други. Най-често срещаните птици тук са яребица, пъдпъдък, гривяк, зелен кълвач, бухал, обикновена ветрушка, козодой, обикновен мишелов, папуняк и други.